# Михнева
Михнева — деревня в Болховском районе Орловской области России. Входит в состав Михнёвского сельского поселения.

## География
Деревня находится в северной части Орловской области, в лесостепной зоне, в пределах центральной части Среднерусской возвышенности, на берегах реки Машок, на расстоянии примерно 7 километров (по прямой) к северо-востоку от города Болхова, административного центра района. Абсолютная высота — 158 метров над уровнем моря.
Часовой пояс
Деревня Михнева, как и вся Орловская область, находится в часовой зоне МСК (московское время). Смещение применяемого времени относительно UTC составляет +3:00.

## Население
| 2010 |
| ---- |
| 24   |

Половой состав
По данным Всероссийской переписи населения 2010 года в гендерной структуре населения мужчины составляли 41,7 %, женщины — соответственно 58,3 %.
Национальный состав
Согласно результатам переписи 2002 года, в национальной структуре населения русские составляли 100 % из 33 чел.

## Улицы
Уличная сеть деревни состоит из одной улицы (ул. Школьная).